# Бауэрсфельд, Вальтер
Вальтер Бауэрсфельд (нем. Walther Wilhelm Johannes Bauersfeld; 23 января 1879, Берлин — 28 октября 1959, Хайденхайм-ан-дер-Бренц) — немецкий инженер и архитектор. Он проводил первые опыты строительства сводов-оболочек, с помощью которых можно создавать объёмные нерасчленённые пространства (на основе икосаэдра), создал первый так называемый геодезический купол - знаменитый планетарий в Йене в 1926 (медаль Эллиота Крессона в 1933).
В 1957 награждён инженерной медалью Джеймса Уатта.